# Thomas von Issendorff
Thomas Cäcilius von Issendorff (* 14. Mai 1846 in Aschendorf; † 2. April 1913 in Berlin-Wilmersdorf) war ein preußischer Generalleutnant.

## Leben

### Herkunft
Thomas war ein Sohn des Erbschenks des Herzogtums Bremen Klaus von Issendorff (1807–1848) und dessen Ehefrau Babette, geborene Füller (1815–1894). Der sächsische Generalleutnant Klaus von Issendorff (1839–1923) war sein älterer Bruder.

### Militärkarriere
Nach dem Besuch des Gymnasiums Andreanum in Hildesheim und des Kadettenkorps in Hannover trat Issendorff am 22. April 1865 in das 5. Infanterie-Regiment der Hannoverschen Armee ein. Bis Mitte Juni 1866 avancierte er zum Sekondeleutnant und kam während des Krieges gegen Preußen in der Schlacht bei Langensalza zum Einsatz. Nach der Annexion des Königreiches durch Preußen nahm Issendorff Ende des Jahres seinen Abschied.
Er trat daraufhin am 9. März 1867 in die Preußische Armee ein und wurde als Sekondeleutnant mit Patent vom 9. Juni 1866 im 5. Brandenburgischen Infanterie-Regiment Nr. 48 angestellt. Nach einer kurzzeitigen Kommandierung zum Brandenburgischen Pionier-Bataillon Nr. 3 kehrte er bei der Mobilmachung anlässlich des Krieges gegen Frankreich zu seinem Regiment zurück und erlitt in der Schlacht bei Spichern eine schwere Verwundung. Ausgezeichnet mit dem Eisernen Kreuz II. Klasse war Issendorff erst nach dem Friedensschluss wieder dienstfähig. Er wurde Anfang Oktober 1871 Adjutant des II. Bataillons und stieg in dieser Eigenschaft Mitte Juni 1872 zum Premierleutnant auf. Vom 18. November 1875 bis zum 2. Januar 1878 war Issendorff als Regimentsadjutant tätig. Anschließend wurde er als Adjutant der 6. Infanterie-Brigade nach Stettin kommandiert und am 12. Oktober 1878 unter Belassung in dieser Stellung à la suite des Großherzoglich Mecklenburgischen Grenadier-Regiments Nr. 89 gestellt. Mit der Beförderung zum Hauptmann war Issendorff ab dem 17. Oktober 1878 als Kompaniechef in diesem Regiment tätig. Im Januar 1889 zog er sich im Dienst eine schwere Erkältung zu, die sich zu einem ernsten Halsleiden entwickelte. Infolgedessen nahm er einen sechsmonatigen Erholungsurlaub und avancierte nach seiner Rückkehr in den Truppendienst Ende September 1889 zum Major. Am 16. Juni 1891 wurde er als Kommandeur des I. Bataillons im 6. Thüringischen Infanterie-Regiment Nr. 95 nach Gotha versetzt und rückte am 13. Mai 1895 mit der Beförderung zum Oberstleutnant als etatsmäßiger Stabsoffizier in den Regimentsstab auf. Mit Wirkung zum 10. August 1897 erfolgte am 25. Juli 1897 seine Kommandierung zur Vertretung des Kommandeurs des Infanterie-Regiments „von Courbière“ (2. Posensches) Nr. 19 nach Görlitz. Als Oberst war Issendorff vom 18. August 1897 bis zum 17. Mai 1901 Kommandeur dieses Regiments. Anschließend beauftragte man ihn zunächst mit der Führung der 20. Infanterie-Brigade in Posen und ernannte ihn am 16. Juni 1901 mit der Beförderung zum Generalmajor zum Kommandeur dieses Großverbandes. Daran schloss sich am 24. April 1904 eine Verwendung als Kommandant von Posen an. Nachdem er anlässlich des Ordensfestes im Januar 1905 mit dem Stern zum Kronenorden II. Klasse ausgezeichnet worden war, erhielt er Mitte Februar 1905 den Charakter als Generalleutnant sowie Ende September 1907 den Stern zum Roten Adlerorden II. Klasse mit Eichenlaub. In Genehmigung seines Abschiedsgesuches wurde Issendorff am 2. April 1908 mit der gesetzlichen Pension zur Disposition gestellt.

### Familie
Issendorff hatte sich am 8. Juni 1875 in Massin mit Ursula von Werder (1853–1923) verheiratet. Die Ehe blieb kinderlos.